# Erythrolamprus mertensi
Erythrolamprus mertensi — вид змій родини полозових (Colubridae). Ендемік Венесуели.

## Поширення і екологія
Erythrolamprus mertensi мешкають у Національному парку Анрі Пітьє та на горі Сапатеро в масиві Ніргуа в штаті Арагуа на півночі Венесуели. Вони живуть в гірських хмарних лісах, серед опалого листя.